# Observatoire de Table Mountain
L'observatoire de Table Mountain (en anglais Table Mountain Observatory, en abrégé TMO) est un observatoire astronomique utilisé par le Jet Propulsion Laboratory (NASA/CALTECH). Il se trouve dans la forêt nationale d'Angeles, près de Wrightwood, en Californie, à une altitude de 2 500 m.
Le TMO effectue des observations astrométriques de haute précision pour assister les missions spatiales de la NASA et d'autres agences internationales ; il confirme et acquiert des objets géocroiseurs comme des comètes et astéroïdes qui pourraient un jour heurter la Terre.
L'observatoire est équipé de télescopes de 0,40 m et 0,60 m, munis de caméras CCD.
Le TMO fait partie du complexe Table Mountain Facility, il se trouve à 130 km du JPL et à 6 km au nord-ouest de Wrightwood.

## Honneur
L'astéroïde (84882) Table Mountain est nommé en son honneur.